# Kaiserliche Marine
La Kaiserliche Marine (Marine impériale) est la marine allemande créée après la formation de l'Empire allemand en même temps que la Deutsches Heer, et qui exista de 1871 à 1919. Elle est gérée par l'office du Reich à la Marine.
Issue de la Norddeutsche Bundesmarine (elle-même issue de la marine prussienne), elle fut largement développée par le Kaiser Guillaume II, provoquant une course aux armements entre l'Allemagne et l'Empire britannique. Même si elle ne fut jamais battue, la Kaiserliche Marine fut en grande partie détruite à Scapa Flow en 1919, sabordée par ses propres officiers après la défaite allemande sur le front de l'Ouest de 1918 et la perspective de la signature du traité de Versailles.
Les navires de la Kaiserliche Marine étaient désignés par le sigle SMS, pour Seiner Majestät Schiff (« navire de sa majesté »), équivalent allemand de l'anglais HMS.

## Organisation

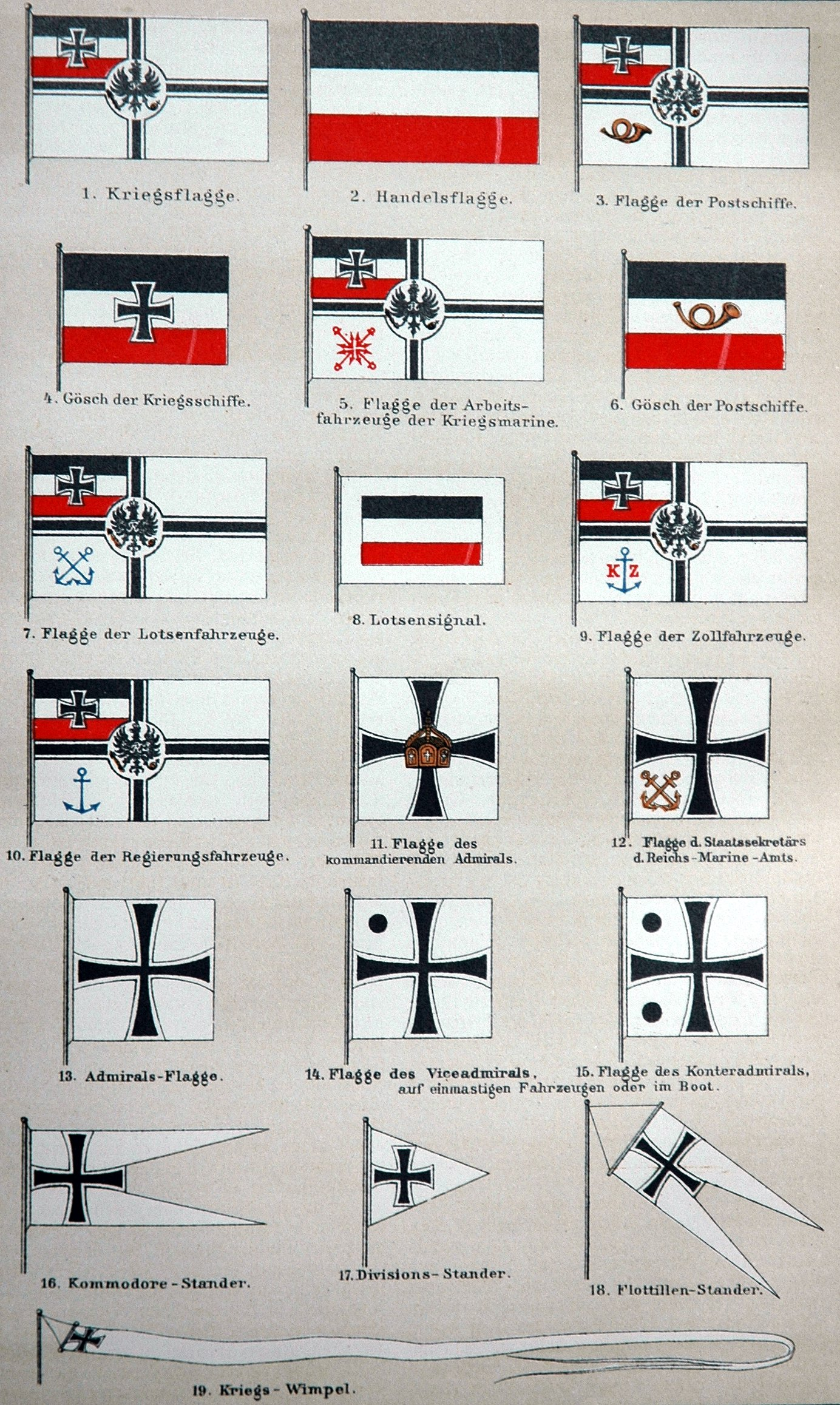
Les pavillons de la marine allemande en 1892.

La marine impériale allemande a été la création de l'amiral von Tirpitz (1849-1930), qui a été nommé par l'empereur Guillaume II secrétaire d'État de la Reichsmarineamt (bureau naval impérial), devenue le principal bureau administratif de la Marine.
Le Commandement suprême de la Marine allemande a été dissous par le Kaiser et réorganisé en trois grands départements investis de responsabilités confuses, chacun jouant le rôle d'un groupe de pression :
- l'Amirauté allemande, qui a été réduite à un rôle de conseil ;
- Le commandement de la flotte, qui, à partir de 1903, a été responsable de la flotte et de son personnel plutôt que de politique générale ;
- l'office du Reich à la Marine (Reichsmarineamt), sous Tirpitz, qui relève directement du chancelier allemand sous les ordres de l'empereur, et portant sur l'administration, les questions techniques et de formation.

D'autres groupes de pression incluent le cabinet naval et divers autres commandements.

## Les débuts
L'académie de marine de Kiel destinée à former les futurs officiers est créée en 1872.
L'une des toutes premières actions de cette marine eut lieu le 13 juin 1872, lorsqu'une flottille allemande composée des SMS Vineta et SMS Gazelle a saisi les navires de la marine haïtienne Union et Mont Organisé, ancrés dans le port de Port-au-Prince, comme moyen de pression pour que le gouvernement haïtien paye une dette de 20 000 thalers à un homme d'affaires allemand.
En 1880, la nouvelle marine de l'Empire allemand était encore très modeste.
Elle comprenait 5 700 matelots commandés par quatre amiraux, quatre vice-amiraux, soixante-deux capitaines et trois cent soixante-sept lieutenants.
Il y avait, en outre, six compagnies d'infanterie de marine et trois d'artillerie, soit 1 500 hommes.
Les matelots étaient recrutés par voie de conscription parmi la population maritime, qui était exempte de service dans l'armée de terre.
Les trois ports de guerre (base navale) à cette époque étaient Kiel (où les chantiers navals Germania du baron von Krupp construisaient l'essentiel des vaisseaux de guerre), Dantzig sur la mer Baltique et Wilhelmshaven sur la mer du Nord.
| Classe de navires          | Nombre | cheval-vapeur | Tonneaux | Canons |
| -------------------------- | ------ | ------------- | -------- | ------ |
| Frégates blindées          | 7      | 43 100        | 30 754   | 85     |
| Corvettes cuirassées       | 4      | 19 800        | 17 474   | 26     |
| Navire cuirassé            | 1      | 1 200         | 1 250    | 4      |
| Canonnières cuirassées     | 7      | 4 900         | 5 488    | 7      |
| Vapeur de ligne            | 1      | 3 000         | 3 318    | 23     |
| Corvettes à pont couvert   | 11     | 27 600        | 24 194   | 163    |
| Corvettes à pont ras       | 7      | 10 800        | 9 321    | 62     |
| Avisos                     | 3      | 2 150         | 1 768    | 4      |
| Yachts                     | 2      | 3 650         | 1 993    | 5      |
| Canonnières                | 14     | 4 710         | 4 465    | 45     |
| Torpilleurs                | 11     | 3 780         | 2 122    |        |
| Transports                 | 2      | 320           | 423      |        |
| TOTAL (Bâtiments à vapeur) | 70     | 125 010       | 102 552  | 424    |

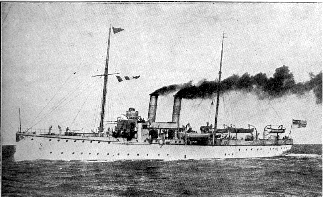
La canonnière SMS Panther qui devint célèbre lors de la crise d'Agadir.

 Nouveau Dictionnaire encyclopédique universel illustré, Jules Trousset, 1886 – 1891.
En 1891, cette marine avait soixante-seize bâtiments de guerre portant 511 canons et avait un budget pour l'année fiscale 1891-1892 de 105 millions de francs-or ; en 1901, on comptait cent sept bâtiments de guerre portant 1 075 canons et son budget pour l'année 1899 – 1900 était de 167 millions de francs-or. À partir de 1894, une escadre d'Extrême-Orient est déployé en Chine, elle s'installe à Kiautschou à partir de 1898.
Le 28 mars 1898, les lois navales du secrétaire d’État à la marine Alfred von Tirpitz furent adoptées par le Reichstag. Elles prévoyaient la mise en chantier de dix-sept cuirassés de ligne, huit cuirassés côtiers, trente-cinq croiseurs et deux vaisseaux de ligne. Ce programme ne prétendait pas rivaliser avec la flotte britannique mais faire de cette flotte aux origines modestes la seconde au monde, afin de se hisser à la hauteur des ambitions coloniales et commerciales de l’Allemagne.
Le 21 août 1911, l'empereur Guillaume II déclare, dans un discours prononcé à Hambourg, que la Kaiserliche Marine « assurera à l'Allemagne une place au soleil. »

## La Première Guerre mondiale

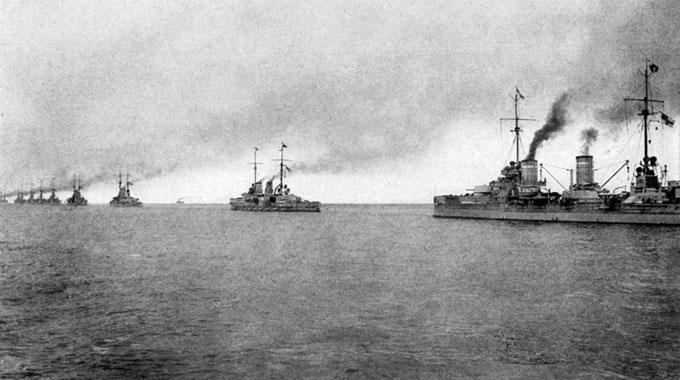
La Hochseeflotte, l'escadre de haute mer.

À la veille de la Première Guerre mondiale, elle s'était adjugé la deuxième place dans la hiérarchie navale derrière la Royal Navy avec une flotte de 980 000 tonnes de navires de combat.
|                       | Flotte en juillet 1914 |
| --------------------- | ---------------------- |
| Cuirassés d'escadre   | 16                     |
| Cuirassés             | 30                     |
| Croiseurs de bataille | 6                      |
| Croiseurs cuirassés   | 15                     |
| Croiseurs légers      | 33                     |
| Torpilleurs           | 152                    |
| Sous-marins           | 30                     |

Atlas historique de la guerre, Richard Holmes, JC Lattès, 1989.
L'Allemagne possédait treize dreadnoughts en août 1914 et en mit six en service durant la guerre.
Étant en infériorité numérique face aux marines alliés, ces grands navires de ligne n'eurent qu'un rôle mineur dans ses opérations et ce fut l'arme nouvelle des sous-marins, les Unterseeboote, qui joua un rôle prépondérant dans la première bataille de l'Atlantique pour tenter de couper les voies de communication maritimes des Alliés de la Première Guerre mondiale.
La bataille du Jutland en 1916, qui fut la plus grande bataille navale de ce conflit, mit en évidence la qualité des équipages allemands qui infligèrent plus de pertes à la Royal Navy qu'ils n'en reçurent, mais fut une défaite stratégique.

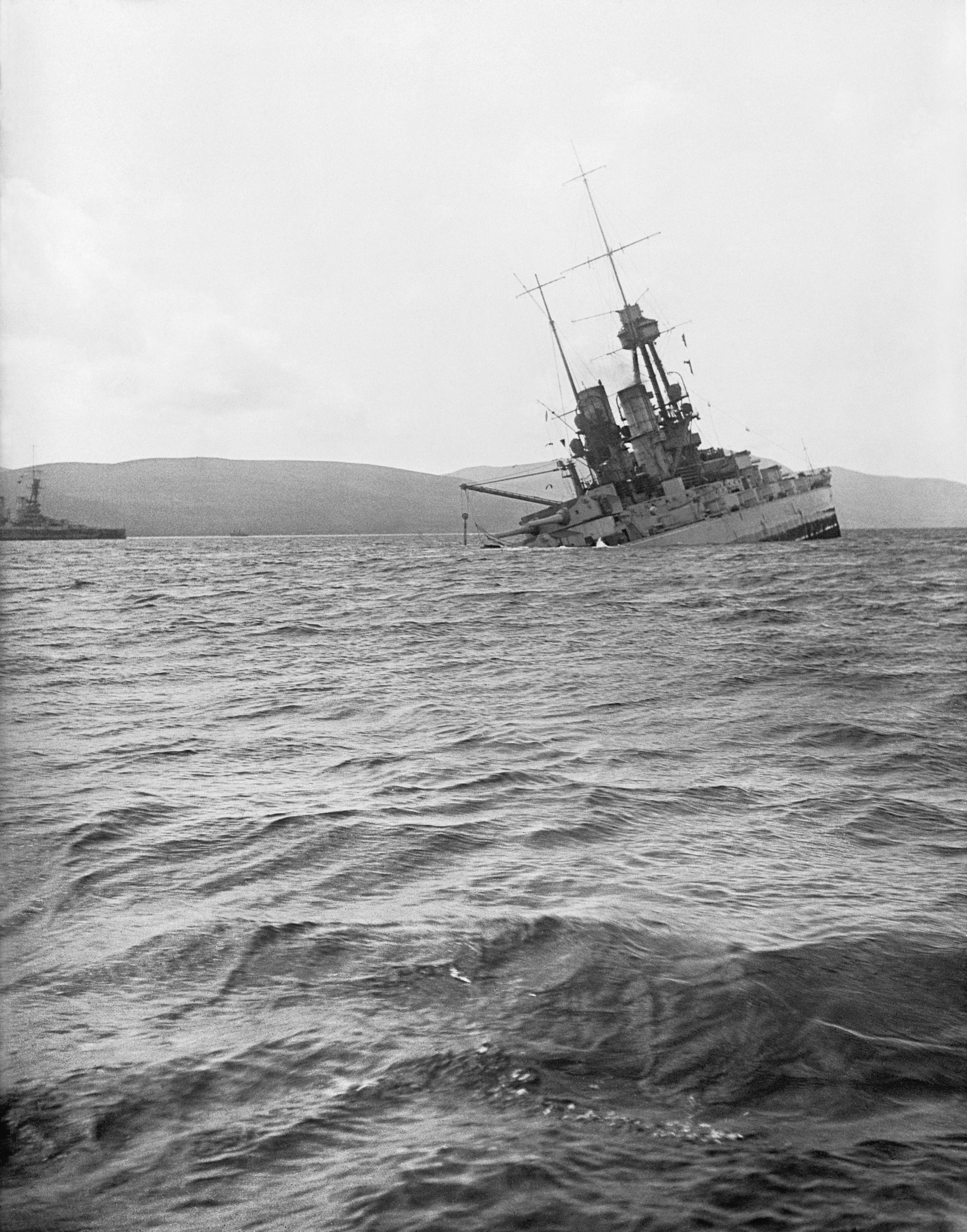
Le 21 juin 1919 : naufrage du SMS Bayern à Scapa Flow.

Le 24 octobre 1918, l’amiral Scheer décide d'appliquer le plan du contre-amiral von Trotha, chef d'État-major de la Flotte : ne négocier l’armistice qu'après « un dernier combat naval décisif de la Flotte allemande contre la Royal Navy, quand bien même ce serait un duel à mort » . Selon von Trotha, en effet, « Une flotte paralysée par une paix subie n'a pas d'avenir. » Mais dans la nuit du 29 au 30 octobre 1918, certains équipages de la IIIe escadre (ceux du SMS König, du SMS Markgraf et du SMS Grosser Kurfürst) refusent de lever l’ancre et même la confrontation dégénère en mutinerie ouverte à bord de deux navires de la Ire escadre, le SMS Thüringen et le SMS Helgoland : les marins ne veulent à aucun prix devenir les victimes inutiles d’un combat désespéré uniquement justifié par un code de l'honneur suranné. Le commandement ordonne le retour de la IIIe escadre à Kiel, où les ouvriers prennent aussitôt fait et cause pour les marins. Les mutineries de Kiel dégénèrent en troubles révolutionnaires qui gagnent bientôt les grands centres urbains et marquent le début de la Révolution allemande de 1918-1919, avec pour conséquence immédiate la chute de la monarchie en Allemagne et la proclamation de la République.

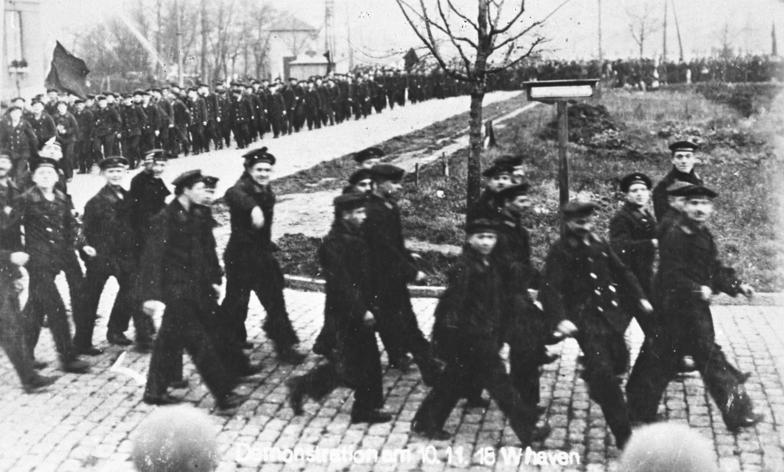
Manifestation des matelots à Wilhelmshaven le 10 novembre 1918, la veille de la signature de l'Armistice.

Après l'armistice de 1918, 74 navires de la flotte allemande furent internés à Scapa Flow en Écosse jusqu'au sabordage le 21 juin 1919 de 52 de ses principaux bateaux.
Les pertes humaines officielles concernant la marine sont estimées à 34 836 morts durant ce conflit.

### Les sous-marins durant ce conflit

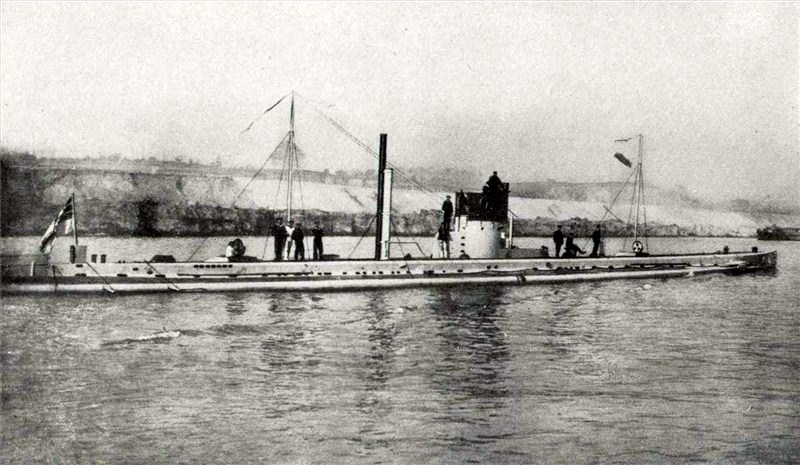
Le SM U-9 en 1914. Ce bateau de 60 tonnes en plongée envoya par le fond 36000 tonnes de navires de surface en une heure, changeant radicalement le visage de la guerre navale.

Le premier sous-marin (U-1) de la marine impériale allemande a été livré en décembre 1906. Lorsque la guerre éclate en août 1914, elle en aligne vingt-huit.
Les U-Boote furent lancés dans une guerre sous-marine « totale » (sans distinction de la nationalité du navire, et sans faire de différence entre navires civils et militaires) au début de la guerre. Le 22 septembre 1914, le SM U-9 torpille trois croiseurs britanniques en mer du Nord ; en mai 1915, le U-20 coula le paquebot Lusitania. Des 1 195 personnes qui périrent à la suite de ce torpillage, 123 étaient des civils américains , dont un célèbre producteur de théâtre et un membre de la famille Vanderbilt. Cet événement provoqua une forte hostilité de l'opinion publique américaine envers l'Allemagne. Le président américain Woodrow Wilson menace l'Allemagne et exige réparation. Pour éviter que les États-Unis ne lui déclarent la guerre, l'Allemagne suspend sa guerre sous-marine.
Toutefois, l'Allemagne annonça près de deux ans plus tard, le 31 janvier 1917, que ses U-Boote engageaient à nouveau une guerre sous-marine totale. L'opinion américaine ayant entre-temps évolué dans un sens plus favorable à l'entrée en guerre des États-Unis, cette décision fut considérée comme une véritable déclaration de guerre par les Américains. Ce fut un facteur déterminant dans l'entrée en guerre des États-Unis aux côtés des alliés le 6 avril suivant.
La technologie fait d'immenses progrès et en 1918, les sous-marins ont atteint un niveau qui les rapproche de celui qu'ils auront en 1940. La classe U-139 (en) fait ainsi 2 000 tonnes et plonge à 75 mètres.
Sur les 345 U-Boote opérant durant la Première Guerre mondiale, 274 U-Boote coulèrent 6 394 navires marchands représentant 12 800 733 tonneaux et une centaine de navires de guerre représentant 366 490 tonnes.
229 ont été perdus dont 178 en opérations et sur 13 000 officiers et matelots ayant servi dans les U-Boote, 515 officiers et 4 849 marins ont trouvé la mort au combat, soit 40 % des effectifs.

## Commandants de la Hochseeflotte pendant la Première Guerre mondiale
Les chefs de la Flotte de haute-mer (Hochseeflotte), pendant la Première Guerre mondiale sont :
- 1914 – 1915 : amiral Friedrich von Ingenohl
- 1915 – 1916 : amiral Hugo von Pohl
- 1916 – 1917 : amiral Reinhard Scheer
- 1917 – 1918 : amiral Franz von Hipper

## Notes et références

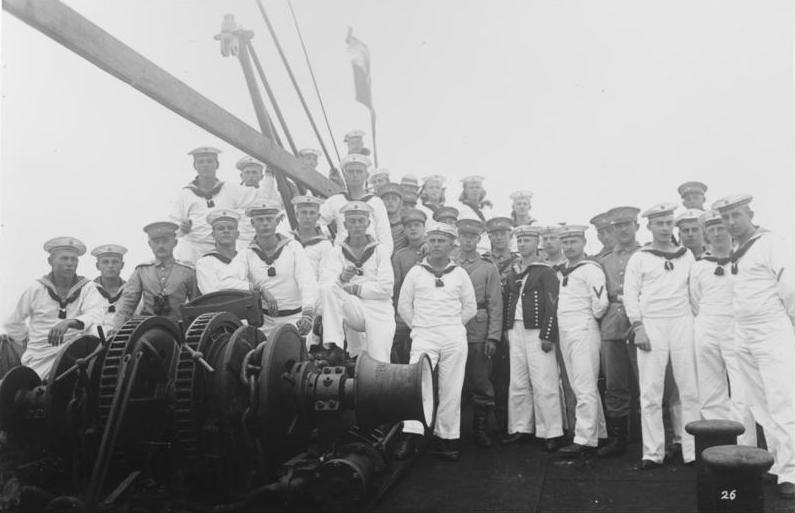
Matelots de la Kaiserliche Marine à Tsingtau vers 1912.